# 劉杲 (明朝)
劉杲（1451年—1513年），字世熙，南直隸蘇州府長洲縣人，民籍，明朝政治人物。進士出身。

## 生平
早年出身縣學生，后中举成化十年（1474年）甲午科應天府鄉試第一百五名。成化十一年（1475年）乙未科會試第四十九名，殿試登進士第二甲第六十名。任湖廣副使，后升任江西左布政使。正德八年死於家中。

## 家族
曾祖劉仲興，贈中書舍人。祖父劉宗韶。父劉彥修。